# Kamienica przy ulicy Włodkowica 8 we Wrocławiu
Kamienica nr 8 – zabytkowa kamienica we Wrocławiu, przy ulicy Włodkowica.

## Historia pałacu
Kamienica stojąca na działce nr 8 została wzniesiona na początku XIX wieku, w miejscu, gdzie znajdowały się umocnienia forteczne. W latach 40. XIX wieku w budynku znajdował się Urząd Podatkowy, a następnie mieszkali w nim: hrabia von Reichenbach, Luis Carolath -Schönaich i księżna Amtitz. W 1862 roku kamienicę kupił za 25 tysięcy talarów Carl Wolfgang Ballestrem i podarował ją synowi Franciszkowi von Ballestrem. Do 1897 roku, czyli do chwili zakupu przez Franciszka sąsiedniej działki nr 4 i do chwili wzniesienia nowej siedziby rodu Ballestrem, zwanej dziś Pałacem Ballestremów, w kamienicy mieściły się biura Śląskiego Regimentu Kirasjerów (1866). Od 1900 roku kamienica nr 8 zaczęła pełnić funkcje pomocnicze dla nowej rezydencji oraz domu czynszowego.

## Opis architektoniczny

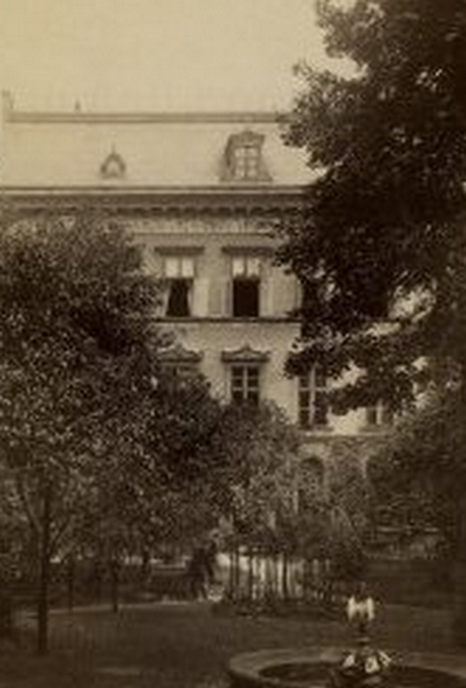
Widok na kamienicę od strony ogrodu. Widoczny jest dach z jedną lukarną

Trzykondygnacyjny, dwutraktowy budynek został wzniesiony na planie prostokąta. Pokoje zostały usytuowane w układzie amfiladowym. W środkowej osi, na parterze, umieszczono wejście główne oraz sień, przez którą wychodzi się na ogród. Początkowo na pierwszym piętrze usytuowano kuchnię oraz jadalnię, a w jej zachodniej części pokoje; drugie piętro zajmował gabinet, pokój gościnny i obszerna sala. Na trzecim piętrze znajdowały się pomieszczenia prywatne, a na poddaszu pokoje dla służby. Elewacja kamienicy została wykonana w formie neorenesansowej z elementami klasycystycznymi szkoły Schinkla. Fasada była symetryczna, siedmioosiowa; w osi budynku umieszczono portal wejściowy z kartuszem herbowym rodu Ballestremów. W części parterowej zastosowano boniowanie; wyższa część fasady była gładka przedzielona między pierwszym a drugim piętrem gzymsem kordonowym. Elewację frontową kończył wysunięty gzyms o szerokim fryzie wypełniony groteską. Całość pokryta była dachem naczółkowym z lukarną pośrodku oświetlająca poddasze.
Do kamienicy dołączone były dwie oficyny, w których umieszczona stajnię i powozownię.

## Po 1945
Działania wojenne w 1945 roku w nieznacznym stopniu uszkodziły kamienicę. Przy pracach remontowych zlikwidowano lukarnę w osi dachu na rzecz siedmiu lukarn symetrycznie rozmieszczonych zgodnie z osiami fasady po obu stronach dachu. Pozostałe elementy dekoracyjne i wygląd fasady zostały odtworzone. W kamienicy siedzibę miała dolnośląska Gazeta Wyborcza, znajdowały się biura Unii Demokratycznej i Ruchu Obywatelskiego Akcji Demokratycznej oraz Stronnictwa Narodowego. Pod koniec lat 90. XX wieku we wschodniej oficynie urządzono restaurację Casablanca, a zachodnią w 2002 roku rozebrano.